# Tete (letra)
Tete, teth ou tet ט, é a nona letra de vários abjads semíticos, assim como o ʾtet ﺍ do alfabeto árabe e o ʾtã do alfabeto fenício.
Do alfabeto fenício, para o alfabeto grego deu a raíz a letra theta.